# Col·legi Imperial de Xiquets Orfes Sant Vicent Ferrer
El Col·legi Imperial de Xiquets Orfes Sant Vicent Ferrer és la institució benèfica i educativa més antiga del món. És un centre educatiu i d'atenció per a orfes. Va ser fundat el 1410 per Sant Vicent Ferrer.

## Història
El 1410 Sant Vicent Ferrer creà la institució deixant-la al càrrec dels beguins, uns homes dedicats a la vida espiritual i a la cura dels malalts. La seu va ser establerta a la Casa Hospital dels Beguins, a l'aleshores plaça de Sant Agustí de València, avui en dia la localització d'aquesta seu inicial seria al Carrer Sant Vicent, prop de l'Església de Sant Agustí. Aleshores era una zona perifèrica poc urbanitzada de la ciutat.
El 1498 s'adquiriren per a la institució l'antic convent de Predicadors i la casa natalícia del sant fundador davant el creixent nombre de xiquets que entraven a la institució. Aquests edificis es convertiren en seus complementàries.
Les primeres ordenances de les quals es tenen registre que regulen el Col·legi daten de l'any 1547. El 1593, per la mala administració dels beguins, el rei Felip II va establir una Junta de Govern per a administrar-lo. La Junta de Govern estava formada per tres membres: un canonge de la Catedral de València, un jurat de la ciutat i un administrador de l'Hospital General de València. Aquests membres elegien un clavari responsable de la transparència de l'administració del Col·legi i el compliment de les normes educatives. Aquesta administració ha romàs pràcticament sense canvis des d'aleshores.
La Junta s'encarregava de decidir si aprovava l'ingrés d'una persona òrfena. Una vegada ingressats el clavari el registrava al llibre d'ingrés de nens, on es feia seguiment d'aquests mateixos.
El clavari abans de 1844 anotava als llibres de Claveria totes les despeses i ingressos del Col·legi. Després de 1844, les anotacions es feien als llibres de rebuts i comprovants de caixa.
Hi ha registres del 1624 que fan pensar que el Col·legi és una de les primeres institucions europees a ensenyar a nens a llegir i escriure. Se sap que hi havia dos càrrecs dedicats als nens barons: el mestre (feia de pare i tutor) i la mare dels nens (s'encarregava de la higiene i la condícia). Les nenes estaven al càrrec de la "mare o mestra de nens", que les ensenyava les tasques de la llar, seguint les teories educatives de Joan Lluís Vives. Fins al segle xviii a les nenes no se les va ensenyar a llegir, cosa pionera a Espanya perquè no es faria a altres institucions fins al segle xix.
El rei Felip IV li donà el 1624 l'edifici que abans fou l'antic Imperial Col·legi dels Fills dels Moriscos, que es localitzava en termes actuals entre el carrer de Colón i el de Roger de Lauria. El Col·legi de Xiquets Orfes Sant Vicent Ferrer adquirí l'adjectiu que avui en dia conserva d'Imperial. A aquest edifici donat per Felip IV va quedar-se la seu de la institució fins que, després de 344 anys, el 1968 fou tombat per deficiències en l'estructura. El 1970 es compraren uns terrenys a Sant Antoni de Benaixeve i s'iniciaren les obres del que seria la nova seu. Les obres acabaren i el 1977 fou inaugurat, mantenint-se fins avui en dia aquesta seu.
Amb la Llei General de Beneficència promulgada el 1822 per Ferran VII i la creació de la Junta Municipal de Beneficència de València, l'alcalde de València va ser inclòs dins la Junta de Govern del Col·legi com a president de la mateixa.
El Pla d'Instrucció Primària de 1838 implicà la generalització a Espanya de les escoles de parvulari. Com a reacció a açò, les Filles de la Caritat foren incorporades al Col·legi. Aquestes amb el temps van aconseguir un pes més important en el servei del Col·legi. El 1970 s'adaptaren al sistema educatiu modern establert amb la Llei General d'Educació Bàsica.
L'administració actual del Col·legi està formada pel Patronat, format per un canonge de la Catedral de València, el clavari director i diverses personalitats que mantenen l'organització.
El 2008 signà un acord per a traslladar el seu arxiu històric a la Biblioteca Valenciana.
En l'actualitat, el Col·legi Imperial inclou xiquets de molts orígens ètnics i nacionalitats pel context d'immigració.

## Assistència
Històricament, a més del servei educatiu, les necessitats bàsiques dels xiquets eren cobertes per un personal format per un cuiner, una bugadera, un metge, un cirurgià, un sabater, un sastre, un comprador i una encarregada del rebots.

## Finançament
Històricament, els xiquets havien de guanyar-se la manutenció mitjançant l'almoina al carrer, les esglésies i els mercats de València i voltants vigilats per un agutzil del Col·legi. Aquesta pràctica va desaparèixer a l'inici del segle XX perquè el Col·legi comptà amb patrons i associacions benèfiques que hi feien donacions econòmiques.
En l'actualitat, hi ha diverses institucions públiques i privades valencianes que li donen el suport necessari.

## Participació dels xiquets en la societat
Des de sempre els xiquets han participat en les festes de la ciutat de València. Així es feien visibles a la societat valenciana. Destaca la participació en els teatres dels miracles de Sant Vicent. A més d'aquestes participacions socials, destaca que en temps anteriors quan tenien 12 o 13 anys es feien els contractes d'aprenentatge. Altres passaven a estudiar a la universitat i les xiquetes passaven a ser serventes a cases de confiança i virtud o es casaven als vint anys (edat a la qual deixaven de pertànyer a la institució).